# The Last Cowboy
The Last Cowboy è un film per la televisione statunitense del 2003 con Jennie Garth, Lance Henriksen, M.C. Gainey e Bradley Cooper.

## Trama
Jake Cooper, dopo un'assenza di 8 anni a causa di contrasti con il padre, torna nel Dry Creek Ranch dove era cresciuta, accompagnata dal figlio Billy, per aiutare suo padre nella gestione e risollevare così gli scarsi affari. Non solo riuscirà a ricucire il rapporto con il padre John, ma troverà anche l'amore nel bel cowboy Morgan Murphy.